# Ahmad Manasra
Ahmad Manasra é um palestiniano de 22 anos que foi preso em 2015 com 13 anos em relação aos esfaqueamentos de Pisgat Ze'ev num assentamento israelense em Jerusalém Oriental.
Apesar de não ter participado nos esfaqueamentos, ele foi condenado de tentativa de homicídio e foi preso. Durante a sua prisão, ele aguentou violações severas dos seus direitos, tratamento duro, e confinamento solitário prolongado, impactando significantemente a sua saúde mental ao ponto de ser considerado um risco para a sua vida. As autoridades israelitas no entanto estenderam repetidamente o seu confinamento solitário.
O caso de Manasra atraiu forte condenação internacional pela ONU, grupos de direitos humanos, e organizações de saúde mental que apelaram a Israel que o libertasse, levantando preocupações de violações de leis internacionais proibindo tortura e tratamento cruel, desumano ou degradante neste caso.

## Detenção e prisão
Manasra foi preso em 2015 com 13 anos em relação aos esfaqueamentos de Pisgat Ze'ev, que envolveram o esfaqueamento e lesão de duas pessoas num assentamento israelense em Jerusalém Oriental. Apesar de não ter participado nos esfaqueamento, ele foi condenado por tentativa de homicídio em 2016 e sentenciado à prisão.
Durante o seu tempo na prisão, Manasra foi sujeito a sérias violações dos seus direitos, incluindo ser interrogado sem a presença do seu advogado ou pais, aguentando insultos, ameaças, e tratamento duro. Ele também sofreu de confinamento solitário, que impactou significantemente a sua saúde mental, levando aos diagnósticos de esquizofrenia, psicose, depressão severa, e pensamentos suicidas.
Apesar da sua condição deteriorante, as autoridades israelitas têm repetidamente estendido o seu confinamento solitário, ignorando os avisos de psiquiatras independentes sobre os riscos à sua vida.
O tratamento de Manasra na prisão tem sido caracterizado pelas condições desumanos, isolação prolongada, e uma falta de cuidados médicos adequado, levantando preocupações sobre violações da lei internacional quanto à tortura e tratamento cruel, desumano ou degradante.

## Resposta internacional
A resposta internacional ao caso de Manasra tem sido marcado por forte condenação e pedidos pela sua libertação imediata. Especialistas em direitos humanos e organizações, incluindo a ONU, como também numerosos grupos de saúde mental, têm apelado a Israel para libertar Manasra devido a sérias violações dos seus direitos e tratamento desumano que aguentou.
Os especialistas de direitos humanos da ONU criticaram Israel pela detenção de Ahmad, destacando que a mesma viola a lei internacional humanitária e que a sua prisão tem-lo privado da sua infância e direitos essenciais. Eles deram ênfase à necessidade urgente de Ahmad receber o cuidado de saúde mental necessário e terapia, especialmente considerando a sua condição deteriorante.
A Rede de Saúde Mental Reino Unido-Palestina, Rede de Saúde Mental EUA-Palestina, Rede de Saúde Mental França-Palestina, Rede de Saúde Mental Irlanda-Palestina, e a Rede de Saúde Mental África do Sul-Palestina têm todas defendido a sua libertação imediata.
A Amnistia Internacional tem condenado o confinamento solitário de Manasra como uma violação da proibição absoluta sob tortura e outro tratamento cruel, desumano, ou degradante.
Os relatos da Amnistia também destacaram o caso de Manasra como parte de um maior padrão de discriminação contra crianças palestinianas no sistema de justiça criminal israelita, ressaltando a necessidade de julgamentos justos e um fim aos maus-tratos.